# Септуагинта
Реч септуагинта (лат.  — „седамдесет”), односи се на број јеврејских учењака (њих је према легенди било, у ствари, 72 — тј. по шест из сваког од дванаест племена Израела) који су, по налогу Птолемеја II Филаделфа, хеленског владара из Александрије, превели Танах на грчки за 72 дана. Када су њихови преводи најзад упоређени, установило се да су они потпуно идентични. Ова легенда имала је вероватно за циљ да истакне ауторитативни карактер самог превода, сталност и непроменљивост постојеће верзије библијског текста. Септуагинта је уједно и назив за сам превод Старог завета седамдесеторице на грчки језик. Црквени оци овај превод сматрају веродостојним и службеним текстом тако да се он све до 7. века користио како на Истоку тако и на Западу.
Хришћански канон Старог завета садржи све књиге Септуагинте, али их дели на протоканонске и девтероканонске. Канон јеврејске Библије који је рађен после хришћанског канона, не садржи девтероканонске књиге. Псалми су другачије подељени. Књига о Јову је знатно краћа него на хебрејском језику. Неуједначеност стила Септуагинте потиче не само од различитих преводилаца, него и од чињенице да је јеврејски текст са кога су преводили био другачији (старији) од стандардизованог текста.
Свици са Мртвог мора и други разни рукописи и цитати из Септуагинте у древним списима, показују постојање неколико ревизија превода Септуагинте. Поред тога, јеврејски рукописи из Кумрана разликују се од стандардног јеврејског текста, али се поклапају са текстом Септуагинте. Септуагинта понекад има различити поредак унутар самих књига, и краћу или дужу верзију књиге.
Књига пророка Јеремије је за једну трећину краћа на грчком, и потиче од јеврејске верзије старије од текста у данашњој јеврејској Библији. Нумерација и распоред Псалама и поредак у Причама Соломоновим разликују се од јеврејске Библије, а Књига Исуса Навина има неке додатке, испуштања и измене. Најзад, сачињено је неколико каснијих грчких превода (Аквила, Теодотион, Симах), и неки њихови преводи уврштени су у Септуагинту. Септуагинта је постала Библија не само Јевреја грчког говорног подручја, него и првих Хришћана. Међутим, услед неслагања Цркве и синагоге и појаве стандардизованог јеврејског текста Библије. Садрже је велики кодекси из 4. и 5. века — Синаитикус, Ватиканус, Александринус и др.
Првих пет књига хебрејске Библије, познатих као Тора или Петокњижје, преведене су средином 3. века п. н. е. Преостале књиге грчког Старог завета вероватно су преводи из 2. века п. н. е. Потпуни наслов (стгрч. Ἡ μετάφρασις τῶν Ἑβδομήκοντα) потиче из приче забележене у Писму Аристеја да је хебрејска Торе преведена на грчки на захтев Птоломеја II Филаделфа (285—247. п. н. е.) од стране 70 јеврејских научника или, према каснијој традицији, 72: шест учењака из сваког од дванаест племена Израела, који су независно направили идентичне преводе. Чудесни карактер легенде о Аристеји могао би указивати на поштовање и презир у коме се превод водио у то време; Грчки преводи хебрејских списа били су у оптицају међу александријским Јеврејима. Египатски папируси из тог периода навели су већину научника да сматрају вероватним Аристејево датирање превода Петокњижја у 3. век пре нове ере. Какав год удео да је имао птоломејски двор у преводу, задовољена је потреб коју је осетила јеврејска заједница, у којој је познавање хебрејског опадало. Међутим, аутентичност Аристејиног писма је доведена у питање; „[то] је био енглески монах Хумфри Ходи (1684) који је био у стању да убедљиво покаже да писмо није написао савременик Филаделфа.”
Грчки списи су били у широкој употреби током периода Другог храма, јер је у то време мало људи могло читати хебрејски. Текст грчког Старог завета се цитира чешће од изворног хебрејског библијског текста у грчком Новом завету (посебно Павлових посланица) од стране апостолских отаца, а касније и од поглавара грчке цркве. Савремена критичка издања грчког Старог завета заснована су на александријским, синајски и ватиканским кодексима. Ови грчки старозаветни рукописи из четвртог и петог века имају различите дужине. Александријски кодекс, на пример, садржи све четири књиге Макавејаца; синајски рукопис садржи прву и четврту књигу Макавејаца, а ватикански кодекс не садржи ниједну од те четири књиге.

## Рукописи
- Синајски рукопис
- Ватикански рукопис
- Александријски рукопис